# Aléa moral
L’aléa moral (ou moral hazard en anglais) décrit une situation d’asymétrie d'information où une partie n'observe pas parfaitement les actions entreprises par l'autre partie.
Un effet pervers qui peut apparaître dans ce type de situations est qu'un agent, isolé d'un risque, se comporte autrement que s'il était totalement lui-même exposé au risque. La théorie des contrats et la théorie des incitations étudient cette asymétrie d'information dans les relations entre agents économiques.
Les exemples d'aléa moral sont extrêmement nombreux ; il est difficile d'imaginer une relation économique qui ne soit pas affectée par ce problème.

## Éléments de définition
Pour Adam Smith, c'est « la maximisation de l’intérêt individuel sans prise en compte des conséquences défavorables de la décision sur l’utilité collective »[réf. à confirmer] ;  par extension dans le cadre d'une contractualisation, on appelle aussi aléa moral toute modification du comportement d'un cocontractant contraire à l'intérêt général ou aux intérêts des autres parties au contrat, par rapport à la situation qui prévalait avant la conclusion du contrat (dégradation du travail d'un employé après la fin de la période d'essai, modification désagréable du comportement d'un époux après le mariage, etc.).
L'aléa moral est souvent lié au phénomène d'asymétrie informationnelle ou peut aussi être lié à une dissymétrie temporelle du risque (un défaut de précaution aujourd'hui dans le domaine du traitement des déchets nucléaires ou de la sécurité d'une centrale impute les risques associés aux générations futures).
L'aléa moral ne doit pas être confondu avec l'anti-sélection, qui décrit le fait que l'assurance est plus avantageuse pour ceux dont le risque est plus important, mais les deux phénomènes s'analysent de la même façon (asymétrie d'information, problème principal-agent...), et ne sont pas distinguables par un assureur. À cause de la frontière difficile à dessiner entre spéculation et « couverture », l'aléa moral est parfois difficile à identifier et à réguler.
Ainsi l'actionnaire d'une entreprise n'est pas justiciable si l'entreprise qu'il a financée et dont il tire ensuite bénéfice a un comportement non éthique, voire dommageable pour l'économie, la société ou l'environnement.
Cet effet anticipatoire, indésirable en économie, peut apparaître, consciemment ou inconsciemment au niveau de l'individu (qui prendrait des risques inconsidérés au volant de son véhicule, au motif que ce dernier est assuré). Il existe aussi au niveau de l'entreprise ou de groupes plus importants (multinationales, banques, États). Ainsi Anne Krueger, première directrice générale adjointe du Fonds monétaire international (FMI), considérait en 2001 : « La question de l’aléa moral demeure préoccupante. Les institutions privées pourraient se trouver encouragées à prêter et à investir imprudemment (ou du moins plus qu’elles ne devraient) dans la croyance que le FMI fera en sorte que leurs débiteurs puissent les rembourser,. » On parle aussi de « risque moral », comme lorsqu'un assureur ne peut pas vérifier les efforts de prévention des risques faits par l'assuré.
L'aléa moral est d'abord apparu dans le domaine des assurances et des banques : c'était la possibilité qu'un assuré augmente sa prise de risque, par rapport à la situation où il supporterait entièrement les conséquences négatives d'un sinistre (comme l'assuré ne paie pas en cas de problème, il augmente sa prise de risque). Les éventuelles fraudes à l'assurance (cas où l'assuré provoque délibérément le sinistre, pour encaisser l'indemnisation prévue) peuvent être considérées comme le cas extrême de l'aléa moral. Dans le pire des cas, il est exploité par les systèmes mafieux et de corruption et peut être difficile à détecter dans un système mondialisé et libéralisé  ,.

## L'aléa moral en entreprise
L'aléa moral est présent à tous les échelons des entreprises. Ainsi, l'employeur ne peut pas parfaitement contrôler les décisions de ses salariés, et notamment la qualité de leur travail (par opposition à sa quantité, qui peut être mesurée, par exemple par les heures de présence). L'employeur ne peut que conditionner les salaires à la production ou à d'autres variables observables pour inciter les employés à fournir un travail de qualité suffisante. Un salaire fixe (indépendant de la production) présente l'avantage d'assurer le salarié contre le risque que sa production soit anormalement basse pour des raisons indépendantes de sa volonté ; mais son inconvénient est de ne fournir aucune incitation au travail, puisque le salarié touche le même salaire, qu'il ait bien travaillé ou non. Du fait qu'un salaire fixe n'est pas une bonne solution, l'employeur pourrait rétrocéder au salarié la valeur de sa contribution à la production, déduction faite d'une retenue qui constitue le profit de l'entreprise. Cette solution donne évidemment au salarié toutes les incitations nécessaires ; malheureusement, elle lui fait supporter tout le risque inhérent aux aléas de la production, dont l'employeur devrait prendre sa part.
L'examen de ces deux solutions polaires, l'une et l'autre insatisfaisantes, montre que la solution optimale devra concilier deux propriétés contradictoires : assurer un bon partage des risques entre employeur et salarié et inciter le salarié à travailler. Le salaire optimal est – tout au moins dans les modèles les plus simples – une fonction croissante de la production, mais qui croît moins vite que la production elle-même. Ainsi, le bénéfice provenant d'une production accrue est partagé entre employeur et salarié suivant une clé de répartition qui dépend des caractéristiques de la situation étudiée.
Il y a également un aspect d'aléa moral dès que les objectifs des parties en présence diffèrent. C'est par exemple le cas dans les relations entre les actionnaires et les dirigeants d'entreprise : ces derniers ne peuvent généralement être soupçonnés de chercher à tirer au flanc, mais ce sont des agents économiques autonomes ; en tant que tels, ils peuvent avoir leurs objectifs propres. Ainsi, il n'est pas rare que des dirigeants d'entreprise se lancent dans des investissements démesurés, qui ne sont pas nécessairement profitables, tandis que d'autres gèrent leur entreprise de manière trop timorée au goût des actionnaires. Ces derniers sont rémunérés par les dividendes de l'entreprise et l'accroissement de la valeur de leurs actions ; ils souhaitent donc inciter les dirigeants à prendre des décisions qui maximisent les profits. Pour ce faire, les actionnaires peuvent distribuer aux principaux dirigeants des stock-options, des actions ou d'autres titres dont la valeur est liée à celle de l'entreprise. Tout acte du dirigeant qui réduit le profit de l'entreprise affecte alors négativement la valeur des titres qu'il détient, ce qui doit théoriquement le dissuader de prendre de telles décisions.
Dans une optique de relation principal-agent, l'idée d'aléa moral est de supposer que le principal ne connaît pas le niveau d'effort de l'agent. L'asymétrie d'information apparaît avant la signature du contrat et concerne le niveau d'effort de l'agent et non son type (cas de sélection adverse). Le but pour le principal est donc de proposer un contrat dans lequel sont mentionnés le niveau de salaire proposé et le niveau d'effort demandé tels que l'agent accepte le contrat. Cette contrainte d'incitation doit être respectée.

## L'aléa moral sur les marchés d'assurance
Dans le cas de l'assurance-dommages, l'aléa moral provient du fait que l'assureur ne peut observer les efforts d'autoprotection que consentent les assurés et qui ont un effet positif sur ses profits : le souci qu'a un automobiliste d'éviter les accidents, les précautions contre le vol que prend le détenteur d'une assurance habitation sont autant d'éléments qui entrent dans ce cadre. Si les automobilistes sont parfaitement remboursés par leur assureur des dégâts matériels subis par leurs véhicules, ils n'auront guère intérêt à conduire prudemment pour éviter les accidents, et l'assureur devra couvrir des pertes nombreuses et importantes. Les assureurs se protègent de ce genre de situation grâce à la « coassurance », par laquelle les assurés ne sont remboursés qu'en partie de leurs dommages. Dans l'assurance automobile, par exemple, la coassurance prend souvent la forme d'une franchise qui définit le montant des dommages restant à la charge de l'assuré.
Dans la plupart des pays, les systèmes d'assurance santé comprennent eux aussi un élément de coassurance ; l'objectif n'est pas tant de dissuader les comportements à risque comme la consommation de tabac ou d'alcool que de limiter les recours excessifs aux médecins ou aux médicaments.

## L'aléa moral dans le crédit bancaire et marchés financiers
Les opérations de sauvetage opérées par les banques centrales en cas de crises financières peuvent, si elles sont ciblées directement sur les établissements défaillants plutôt que sur la liquidité du système bancaire et financier en général, amener les banques à se sentir protégées contre leurs propres imprudences et à prendre dans le futur plus de risques lors de l'octroi de crédit ou de l'exécution d'opérations de marché. C'est ce que certains résument par la formule privatisation des profits, nationalisations des pertes.
Certaines banques ou organisations financières sont si grosses, si utiles à la communauté et si interconnectées à l'économie tout entière que les autorités ne peuvent les laisser mourir. C'est le concept du too big to fail.
Dans la zone euro, on craignait également l’aléa moral, par exemple que la banque centrale soit obligée de renflouer un État en difficulté, ce qui pourrait provoquer une crise financière dans toute la zone. L'un des moyens trouvés pour diminuer le risque de l'aléa moral a été de créer le pacte de stabilité. Ces craintes se sont avérées non fondées : la Banque centrale européenne a d’abord établi sa crédibilité par un euro fort, ensuite la discipline de marché ne s’est pas affaiblie : chaque pays a un coût d’emprunt différent selon son coût d’endettement, l’emprunt souverain de chaque État se voit attribuer une prime de risque.
En 2008, la politique de soutien des banques ayant souffert de la crise des subprimes par les banques centrales a été jugée de nature à encourager l'aléa moral dans le système financier par certains analystes.

## Aléa moral dans les interventions de l'État

### Faillites
En économie, un trop grand soutien de l'État dans le cas d'entreprises en difficulté, notamment pour sauver les plus grosses, peut conduire les entreprises à multiplier les opérations aventureuses dont les réussites éventuelles se feront à leur profit et les échecs reportés sur la collectivité.
Le non-soutien du gouvernement américain à la banque Lehman Brothers afin de lui éviter la faillite en 2008 est un exemple de non-prise en charge de l'aléa moral par l’État dans le contexte des risques financiers générés par la banque.
Voir aussi la section Crédit bancaire et marchés financiers ci-dessus.

### Protection sociale
Des fraudes à la protection sociale, ou du moins des non-incitations (par exemple à reprendre le travail pour un chômeur), peuvent devenir courantes (assistanat) et décourager la recherche de l'autonomie quand le système est :
- peu limpide, trop touffu, comportementalisé, ce qui multiplie les failles exploitables ;
- ou au contraire formulé de façon trop légère et simpliste ;
- peu contrôlé et sanctionné ;
- trop avantageux ;
- ou mal conçu avec des effets de seuil (par exemple un couperet supprimant complètement l'allocation dès que le revenu dépasse le plafond d'un euro).